# 高坂 (市原市)
高坂（こうざか）は、千葉県市原市の三和地区にある大字。郵便番号は290-0254。

## 概要
市原市中央部の三和地区東部にある。北部から中央部にかけては水田地帯、南部には畑作地帯や針葉樹林が広がっている。新興住宅地の光風台にほど近い。

## 地理
北から東は安須、東は山田、南は二日市場、南から西は光風台、西は新生と接している。

## 世帯数と人口
2022年4月1日現在の世帯数と人口は以下の通りである。
| 町丁字 | 世帯数 | 人口  |
| ------ | ------ | ----- |
| 高坂   | 46世帯 | 103人 |

## 通学区域
市立小学校・市立中学校及び県立高等学校の通学区域は以下の通りである。
| 町丁字 | 番地 | 小学校               | 中学校             | 高等学校 |
| ------ | ---- | -------------------- | ------------------ | -------- |
| 高坂   | 一部 | 市原市立海上小学校   | 市原市立三和中学校 | 第9学区  |
| 高坂   | 一部 | 市原市立光風台小学校 | 市原市立双葉中学校 | 第9学区  |